# 高情境文化與低情境文化
高情境文化（High-context culture）和低情境文化（Low-context culture）是由人類學家愛德華·霍爾（Edward T. Hall）在他於1976年的《超越文化》（Beyond Culture）一書中所提出的術語。此詞被用以表明一個文化在日常交流中對高情境訊息與低情境訊息的使用的相對比重的傾向。高情境的溝通風格會導致一個迎合圈內人口味的文化，其中圈內人構成的圈子中的成員會有著相似的經驗與期望，而對事物的推論亦由此而生。
在高情境文化中，通常有弦外之音，許多東西都是不直接說明白、留待文化做解釋的。因為少數幾個詞就能很有效地對圈內人傳達複雜的含意（但對圈外人時，這樣的單詞的傳達效率較低），因此單詞和單詞的選取在高情境文化中是重要的；而在低情境文化中，進行溝通者需要更加明確地傳達詞意，而單一單詞的重要性在低情境文化中也比較低。

## 文化情境度做為一個相對的文化向度
因為任意訊息的情境相關度從高到低可排成一個連續體之故，一個文化的情境度的「高」或「低」也不是絕對的，而是相對的，因此一般所謂的「高情境文化」和「低情境文化」都是不同文化間相對彼此而言的。一個文化可能相較某個文化而言是較為高情境的，但相對另一個文化而言卻是較為低情境的。
儘管一個文化中的不同個體，其情境度彼此為不同，且不是任何來自某文化的人都可以嚴格的刻板印象來描述的，也就是說，有些人不會合於人們對於其所屬文化的刻板印象，他們可能會比其文化的平均值還得高情境或低情境，了解不同文化中對人際溝通的最主要整體傾向依舊是有幫助的。下表取自Copeland & L. Griggs (1986) （页面存档备份，存于）它顯現了不同文化在文化情境度上的不同傾向：

#### 低情境文化
以下是一般認為情境度較低的文化：
- 美國人 (然有說美國南方的文化屬於較高情境的文化)
- 澳洲人
- 英裔加拿大人
- 英國人
- 德國人
- 愛爾蘭人
- 紐西蘭人
- 斯堪地那維亞人
- 瑞士人

#### 高情境文化
以下是一般認為情境度較高的文化：
- 非洲人
- 阿拉伯人
- 巴西人
- 中国人
- 菲律賓人
- 法裔加拿大人
- 法國人
- 希臘人
- 夏威夷原住民
- 匈牙利人
- 印度人
- 義大利人
- 日本人
- 朝鮮人
- 拉丁美洲人
- 波斯人
- 葡萄牙人
- 俄羅斯人
- 西班牙人
- 泰國人
- 土耳其人
- 越南人
- 印尼人

### 文化情境度與其他文化向度間的關聯
若未特別註明，以下以「高情境」表「情境度較高」者；「低情境」表「情境度較低」者。

#### 文化多元性
高情境文化較常見于族群多元性低的國家。將團體或/與社群價值置於個人之上的文化往往較鼓吹圈內人團體和族群依賴與支持等傾向会導致高情境文化的事物。
一個社會裡的次文化亦是有利於發展情境度相對較高文化的狀況，此種狀況下，小團體得成員傾向仰賴共同背景，而非言語，來解釋一些狀況。
低情境文化較傾向於解釋較多的內容，而這被認為是出於容納較多不同背景的人的需要所致的。

#### 幽默
來自高情境文化的高情境笑話，往往無法在其他文化中獲得較好的體現，即使是在另一個高情境文化中亦然。幽默是非常依賴於情境的，因為若僅用低情境的訊息來詮釋的話，一個笑話可能會變得不太好笑。

### 與文化情境度相關的調適

#### 從高情境文化到低情境文化
從高情境文化搬遷到低情境文化的個體需要進行調適。一個情境度較低的文化會有較多的獨立自主的要求，且會期望多種的關係，唯其期望的關係中較少有親密的關係。一個高情境的個體，比起自行嘗試解決問題，他們會較傾向問問題，且他們會較傾向向同樣的幾個人問問題。這些高情境的個體他們在此類社會中，可能會感覺這類社會的人不願發展關係或在持續的基礎上繼續幫助他們。而「執手者」(hand-holding)這樣的詞彙，可能會被不經意地以具冒犯性的用法用於高情境的個體上。

#### 從低情境文化到高情境文化
從低情境文化搬遷到高情境文化的個體需要進行調適。一個情境度較高的文化期望較小且緊密結合的團體，且期望人對其所屬團體的仰賴。在這類的文化中，人們可信賴團體以互相協助，而且要在所屬團體外的地方得到幫助可能會有困難；而事業個人生活也常是糾纏在一起的。在此類文化中，一個低情境的個體，比起問問題並花時間發展需要的關係以達成所欲行之事，他們會較傾向於自行嘗試解決問題，並會感覺在這類的社會中個人服務協助或資訊等是缺乏的。

#### 行銷方面的調適
一個來自高情境文化的個體對於廣告和細微差別會有較高的察覺度。在對像日本等高情境文化進行廣告時，公司會考慮使用更加本土和文化相關的形象與措辭來獲得其目標客戶更多的目光。 行銷者亦當謹記在心的是，高情境文化中，長話不如短說，較少的言詞比大量的言詞要好。高情境文化對於較直接且正式的行銷風格的反應較好。說話語調、面部表情、手勢和姿態等都是在面對高情境客戶時可多加利用的非語言訊息。

## 腳註
1. ↑  傾向於高情境文化或低情境文化的程度，越傾向(絕對的)高情境文化的，其情境度越「高」，也較有可能被以「高情境文化」來描述
2. ↑  不是所有列為低情境文化的都有一樣的情境度，也不是所有被列為高情境文化的都有一樣的情境度

## 參照
1. 1 2 3 4  Solomon, Michael. . Pearson/ Prentice Hall. 2011.

## 相關讀物
- Samovar, Larry A. and Richard E. Porter. Communication Between Cultures. 5th Ed. Thompson and Wadsworth, 2004. ISBN 0-534-56929-3

## 外部連結
- High and low context cultures （页面存档备份，存于）